# Гіпотеза трудових вигуків
Гіпотеза трудових вигуків — одна з теорій про походження мови, запропонована Людвігом Нуаре та підтримана Карлом Бюхером.

## Загальна характеристика
За цією гіпотезою, інстинктивні вигуки супроводжували колективні трудові дії. Спочатку вони були мимовільними, поступово перетворилися на символи трудових процесів. Первісна мова була набором дієслівних коренів. По суті, це варіант вигукової теорії. Тільки ця гіпотеза доводить, що тут вигуки виступають засобом ритмізації праці. Вони нічого не виражають, навіть емоцій.

## Критика
Відомий мовознавець Олександр Реформатський не підтримав цю теорію, тому що, на його думку, ці вигуки не мають жодної мовної функції: ні комунікативної, ні номінативної, ні експресивної. Він вважає, що таке розуміння мови є суто біологічним, бо інстинктивний вигук, хоч і пов′язаний із працею, — факт біологічний, а не соціальний.

## Інтернет-джерела
- Теорії постання мов [Архівовано 30 травня 2013 у Wayback Machine.]